# Розтока (Хустський район)
Розто́ка — село в Україні, в Закарпатській області, Хустському районі. Входить в склад Пилипецької сільської громади.
Колишня назва — Стара Розтока. На деяких картографічних ресурсах помилово позначене як Ростока.
Перша письмова згадка датується 1651 роком. Колись село носило назву Стара Розтока. Села було засноване підлеглими Липчеїв.
До липня 2020 належало до ліквідованого Міжгірського району.

## Населення
Згідно з переписом УРСР 1989 року чисельність наявного населення села становила 465 осіб, з яких 220 чоловіків та 245 жінок.
За переписом населення України 2001 року в селі мешкало 408 осіб. 100 % населення вказало своєю рідною мовою українську мову.

## Релігія

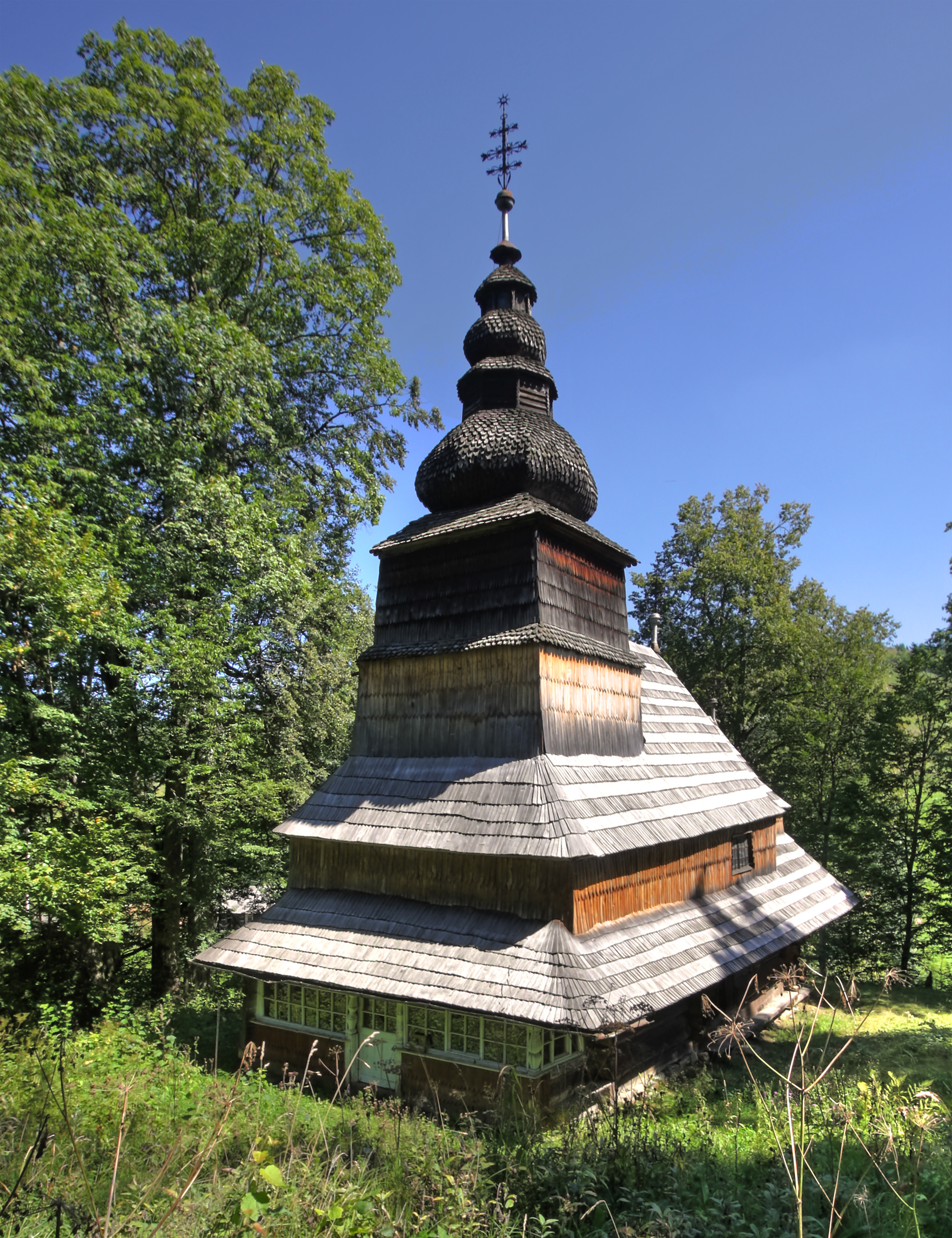
Церква Введення Пр. Богородиці

Церква Введення Пр. Богородиці, XVII ст., 1759, і дзвіниця XVIII ст. На світлині — ще одна барокова церква в долині ріки Репинки, що її можна назвати долиною шедеврів (у кожному з 14 сіл долини збереглася та чи інша пам'ятка церковної архітектури). У 1751 р. про церкву записано: «Деревяна, шинґлями покрита, добра, поблагословенна от еппа Стойки. Образи всі… Книги церковні всі. Посвященна св. Параскевії. Звони 4, теперь 2 благословенні, другі два от еппа Стойки».
Церква має тільки їй притаманні пропорції, чудові художні деталі. У XVII ст. це була бойківська церква з трьома верхами, що зменшувалися догори ступінчастими заломами. Можливо, в 1759 p., згідно з написом на південних дверях (споруда має двоє дверей), церква була перероблена й набула сучасного вигляду. Вежа має горизонтальне членування, а увінчує її чотирисхиле шатро та чудове барокове завершення з восьмигранною банею, ліхтарем, главкою, меншим ліхтарем з маківкою. Колись відкритий ґанок тепер перетворено на засклену веранду. Наву перекрито коробовим склепінням, вівтарний зруб і бабинець — плоским перекриттям. Дерев'яна дзвіниця біля церкви походить з XVIII ст. і є типовою для закарпатської Бойківщини. Такі дзвіниці поширені по всій Міжгіршині. Конструкція їх подібна до конструкції дзвіниць сусідньої Воловеччини — нижній ярус зрубний, верхній — каркасний, опасання спирається на випуски вінців зрубів, дахи шатрові. Основна різниця — в розмірах: дзвіниці Міжгірщини значно більші. Збереглися написи, що доносять до нас імена людей, які колись піклувалися про церкву. Це Василь Довганич, що купив у 1709 р. ікону Благовіщення від художника на ім'я Лявіц Китсан, Роман Тяскайло, який «ізробив» образ Богородиці, Ілько Головчин, що вирізав «царські врата». Написи на церковних книгах розповідають, що 28 листопада 1797 р. почав учити Єрмой Тяскайло, Євангеліє купив Дмитро Рошко 2 червня 1764 p., Тріод купив війт Іван Ляхович і дав о. Якову Рутьку та о. Миколі Лешковичу. Церква Введення пр. богородиці. 1996. Нову церкву задумав будувати голова громади Іван Лешенда, якому, за його словами, приснилося навіть місце, де стоятиме храм, а сприяв цій справі районний архітектор Іван Фуцур. Дерев'яну церкву розмірами 17: 9 м почали будувати в 1993 р. місцеві майстри Іван Шкирта і Андрій Дзьобак. Продов -жили спорудження майстри з Івано-Франківщини, але не догодили громаді, бо перекрили наву плоскою стелею. Дерев'яне склепіння (небо) зробив Федір Фулим. Іконостас вирізьбив майстер з Келечина Василь Сенько. Завершену споруду посвятили в 1996 р. У 1998 р. майстри з Пилипця Федір Костюк та Михайло Пацкун поставили біля церкви зрубну двоярусну дзвіницю, дзвони до якої перенесли із старої дзвіниці. На жаль, спорудження нової церкви стало причиною розпродажу майна чудової стародавньої пам'ятки — церкви Введення XVII ст. Село добровільно позбулося найбільших своїх цінностей — іконостаса та ікон початку та кінця XVII ст.

## Туристичні місця
- храм Введення Пр.Богородиці, 1759 рік
- мінеральне джерело
- юдейське кладовище

## Світлини села

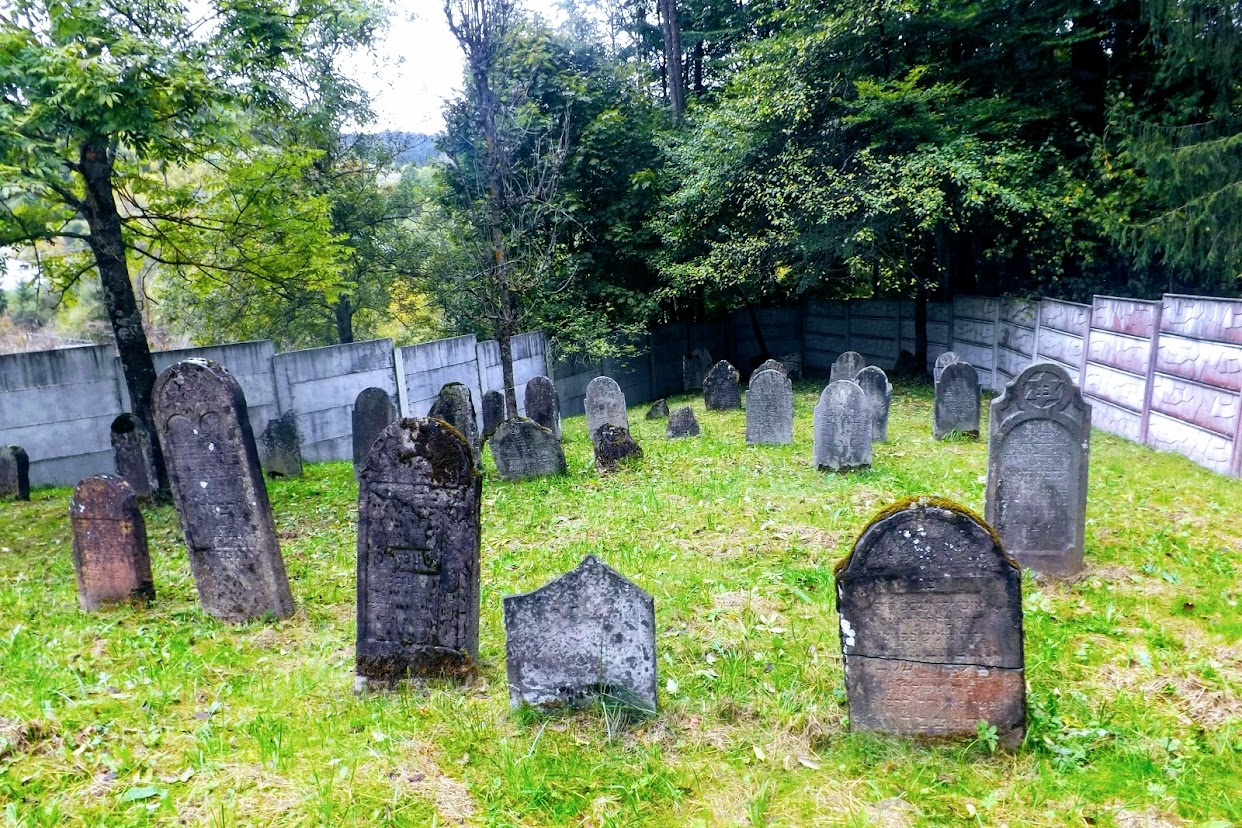
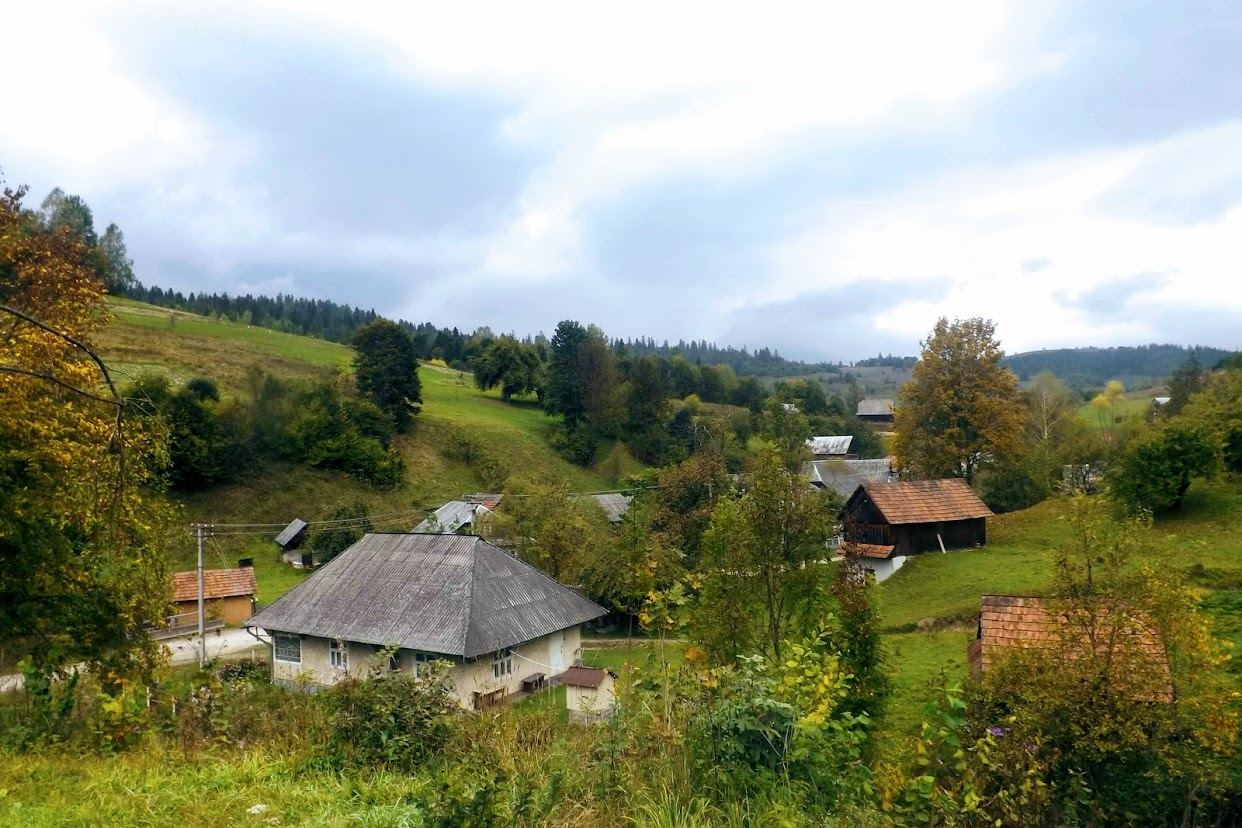

## Відомі уродженці
- Ільницький Василь Іванович (нар. 1960) — український журналіст.
- Ільницький Юрій Васильович (1924) — партійний діяч Української РСР.